# Sinkovics Mátyás
Sinkovits Mátyás (horvátul: Mate Šinković) (Kópháza, 1927. április 27. –  Sopron, 1972. december 24.) magyarországi horvát költő, a nyugat-magyarországi horvát irodalmi hagyományok folytatója. Élete túlnyomó részét szülőfalujában töltötte, ahol könyvelőként dolgozott. Műveit gradistyei horvát nyelven írta. Sírja a kópházi temetőben található.

## Műve
- A mi hegyünk (vers) 1981.